# Moreira Mendes
Rubens Moreira Mendes Filho, também conhecido como Moreira Mendes (São Paulo, 19 de julho de 1946 — Ariquemes, 11 de julho de 2018) foi um advogado e político brasileiro.

## Carreira Política
A primeira participação de Moreira Mendes na política rondoniense foi em 1994, quando foi eleito primeiro suplente de senador, na chapa de José Bianco. Assim que José Bianco foi eleito governador de Rondônia na eleição de 1998, Moreira Mendes assumiu sua vaga como senador da República.
Em 2002, concorreu a reeleição no cargo de senador pelo PFL, mas sem sucesso, terminou em 4º lugar, atrás dos senadores eleitos, Fátima Cleide, do PT, o ex-governador Valdir Raupp, do PMDB, e o 3º colocado da eleição, Expedito Júnior, do PSDB.
Em 2006, concorreu ao cargo de Deputado Federal pelo PPS, no Estado de Rondônia, sendo eleito como o 7º deputado federal mais votado do estado, com 29.119 votos, 4,00% dos votos válidos.
Em 2010, concorreu a reeleição no cargo de Deputado Federal pelo PPS, sendo novamente eleito, recebendo 35.869 votos (5,08% dos votos válidos).

Em 2014, concorreu ao Senado Federal pelo PSD. Não foi eleito, recebendo 193.184 votos (25,94% dos votos), perdendo para o senador Acir Gurgacz (PDT), que recebeu 312.614 votos (41,98% dos votos válidos). Após a eleição, teve sua candidatura anulada e votos impugnados pelo Tribunal Superior Eleitoral.